# Јосип Брачун
Јосип Брачун (Загреб, 5. фебруар 1914 — Арагон, април 1937), југословенски комуниста и учесник Шпанског грађанског рата.

## Биографија
Рођен је 5. фебруара 1914. године у Загребу. Отац му је био ситни обртник, па није могао да му приушти редовно школовање у грађанским школама. Једина могућност била му је школовање у Надбискупском семеништу. На крају четвртог разреда гимназије, био је отпуштен из школе због лошег владања. Уписао се у пети разред Прве класичне гимназије у Загребу, где је дошао у контакт са револуционарним идејама. Убрзо је постао вођа марксистичког кружока у школу, основаног на његову иницијативу.
Године 1934, уписао се на Ветеринарски факултет у Загребу, где се прикључио левичарској групацији студената. Био је задужен за запажање младих студената левичара и с њима организовао плитички рад и формирао малу скојевску групу, чији су се илегални састанци одржавали у његовом стану. У то је време становао код револуционарно оријентисаних типографа, браће Нађ. С њима је израђивао зидне новине и летке, те их криомице лепио по граду и на Факултету. Убрзо је постао акитван и у прикупљању потрепштина за Црвену помоћ, распачавао марксистички лист „Нови студент“ и осталу левичарску штампу. Поред дужности на Факултету, ангажовао се и на пребацивању илегалне партијске штампе из Словеније у Загреб.
По избијању Шпанског грађанског рата 1936. године, одазвао се позиву КПЈ и пребацио се у Шпанију да се бори на страни Интернационалних бригада. Погинуо је на Арагонском фронту априла 1937. године.
Године 1964, у кругу Ветеринарског факултета откривене су три бисте студената-шпанских бораца, међу којима и она посвећена Јосипу Брачуну.